# 第一次嘉義圍城戰
嘉義圍城戰，戴潮春事件系列戰役之一，嘉義地方豪族黃豬羔、嚴辦等，偕天地會戴彩龍等反政府軍紅旗部隊，自農曆三月廿八日起至六月初八日之間包圍嘉義縣城的戰事。清軍守城指揮官為安平水師協副將王國忠，圍城期間，城內屢遭糧盡，多賴嘉義仕紳發貲賑濟、運送糧米，得以支撐至臺灣鎮總兵林向榮率兵勇解圍。

## 背景
清領時期，朝廷以臺灣孤懸海外，唯恐將領叛亂擁兵自重，全島駐軍編制不多，甚至18世紀乾隆朝之後，全臺人口大量增長，駐軍數量調整幅度亦不高:375-378，官民比例失衡導致有治安不佳的問題，所以當地方若有武裝械鬥衝突，政府多要求地方豪族出「團練」協助鎮壓，自嘉慶年間蔡牽事件後，透過民間自組「團練」、「聯境」參與城防、隨同營兵征戰的現象日益普遍:172-175，導致臺灣地方若出現叛亂，各莊之間民間武備力量強大，單憑官軍之力往往無法直接鎮壓。:96-103

## 郡城籌防
同治元年（1862年）春，戴潮春及天地會眾在大墩一帶搶糧倡亂。三月間，臺灣道道臺孔昭慈逢春巡北上，檄召臺灣北路協副將林得成、淡水同知秋曰覲南下平亂，卻接連兵敗。三月二十日，天地會攻下彰化縣城，孔昭慈仰藥自盡。彰化縣城失陷消息傳至臺灣府城，原臺灣府知府洪毓琛原已升漢黃德道，為撫慰民心，自請改調臺灣道，留臺平叛。
洪毓琛在臺灣府設籌防局，以舉人黃景祈、吳尚震、拔貢生黃應清等為籌防局長，因彰化縣至臺灣府路程綿延，中途投敵村莊甚多，如蕭壟庄有黃文滔，嘉義縣則有呂仔梓、吳仔墻、黃豬羔、嚴辦等悉揭竿響應，致使南北訊息不通，遂於各處設腰站，傳遞文書，並修築城垣，為此向洋商籌借十五萬兩，約以關稅抵債。

## 過程

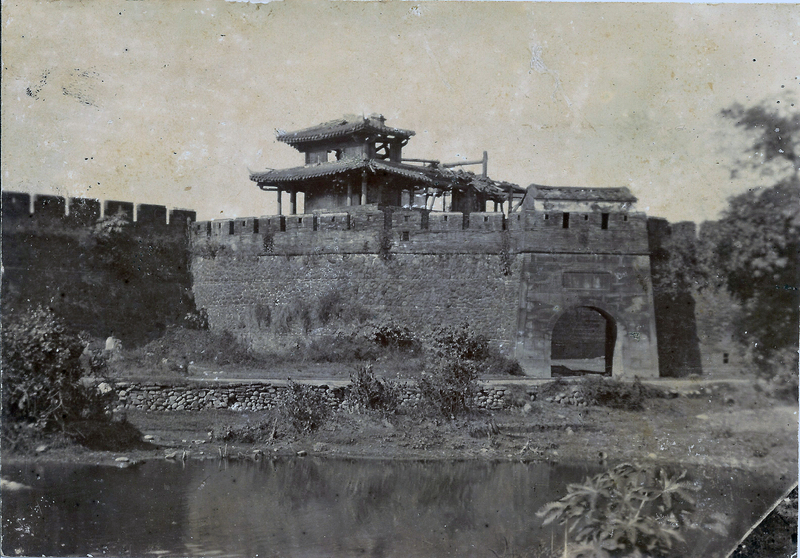
1910年代的嘉義縣城遺跡。

### 三月戰事
同治元年（1862年）農曆三月下旬，臺灣鎮總兵林向榮原駐軍臺灣府城，聞彰化城陷，為堵防臺灣府城，先遣派安平水師協副將王國忠（嘉義人）、游擊顏常春（龍溪人）前往嘉義，戍守嘉義城。:280-281
顏常春率領百餘名番勇部隊途中行經柳仔林（嘉義縣水上鄉）遭股首黃豬羔截斷，只得一邊行軍、一邊作戰，終於至三月廿八日抵達嘉義縣城，與王國忠率領水師部隊 50 名會師，倉促備戰守城；當日入暮之際，黃豬羔率眾冒死攀堞攻城，顏常春守軍先以瓦石拋之，不退，後改以火藥拋擲，黃軍始潰，守軍開門出擊、驅逐賊黨，但周遭村莊仍慘遭搶掠、屋舍焚毀。嘉義縣城鄉紳王朝輔、陳熙年遂會同百姓至城隍廟，焚香設誓，並聯絡各庄，約同官兵，戒嚴抗賊。

### 四月戰事

1930年臺南州行政區劃圖。（含括今雲林縣、嘉義縣、台南市）

柳仔林庄黃豬羔被擊退之後，聯絡埤堵庄羅豬羔、湖仔內庄（今嘉義市湖內里）羅昌，以及同庄的黃萬基、黃大戇圍困嘉義縣城，也引介天地會戴彩龍（戴雲從）、小埔心陳弄、牛朝山嚴辦、西螺廖談的部隊參戰。
同治元年（1862年）四月初七，總兵林向榮率 3000 兵勇自府城北上馳援，並以都司陳寶三為總帶，令甯長敬督辦軍糧，四月初九駐軍八掌溪南岸的崩埤庄（今臺南市後壁區），與據守南靖厝（今嘉義縣水上鄉）、後寮仔（今嘉義縣鹿草鄉）的賊軍對峙，展開崩埤戰役。天地會戴彩龍，偕陳弄、嚴辦、黃豬羔、賴阿矮、王新婦、黃房、黃山虎等數萬眾來攻，雙方鏖戰許久。
農曆四月間雨季溪漲，清軍便將糧餉屯駐鹽水港，四月廿八日，賊軍發動進攻，佔領白沙墩庄（今臺南市後壁區，偏鹽水區），截斷清軍糧道。四月廿九日，清軍出營，意圖奪回白沙墩，過程中義首林有才火藥用盡，欲向澎湖水師部隊商借，卻被拒絕。澎湖水師部隊後被敵軍包抄夾攻、登時腹背受敵，水師協守備蔡守邦、署把總李連升、外委周得榮皆久戰不支，落水而亡。
四月廿九日一役，清軍敗陣，不僅未奪回糧餉，青寮庄、後壁寮庄也豎起紅旗、投向戴營。

### 五月戰事

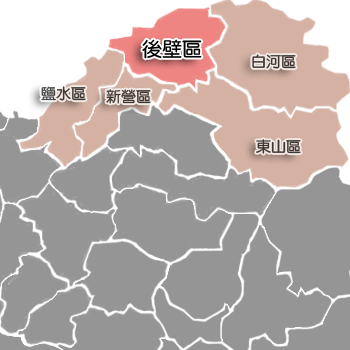
八掌溪以南，臺南市後壁區相鄰村莊示意圖。

嘉義縣城膠著期間，天地會戴潮春於五月間進攻斗六門，有賴都司湯得陞死守，嘉義城守將王國忠亦出兵救援，才逼退敵軍，千總蔡朝陽戰死。
同治元年（1862年）五月夏，臺灣道洪毓琛派兵增援，千總龔朝俊率領屯番 500 名、從九品陸晉帶 200 名民勇護餉北上，北上路途之中，陸晉申令鄉勇在行軍時，均將餉銀攜於身上。五月初五，援軍行經安寮溪（今臺南市後壁區），遭遇突襲，陸晉被下屬所殺，龔朝俊紮營安寮溪聚眾以守。五月初七，雙方交戰，澎湖水師把總周允魁陣亡，軍裝盡失。龔朝俊在荒野遇林向榮軍隊，身邊僅剩兩卒，並一同撤退返回安溪寮營地待救。五月初九，清軍移駐鹽水港，沿路收合潰敗的兵勇。
上述龔朝俊在林豪《東瀛紀事》版本為運糧首領，但在蔡青筠《戴案紀略》之中，洪毓琛派兵運糧北上支援，主事的是澎湖水師協副將陳國銓，繼而是參將陳寶山（林豪作「陳寶三」），千總龔朝俊以及從九品陸晉僅是隨員。運糧部隊同樣在安寮溪遇襲，陳國銓見敵眾我寡，命令陸晉所帶 200 民勇負銀先行，不意途中民勇嘩變，弒殺陸晉，之後瓜分銀兩四散而去；陳國銓部隊後營被破，所載輜重皆被焚毀，500 名屯番落荒而逃，陳寶山力戰身亡，陳國銓自刎殉職，龔朝俊收殘兵退守安溪寮。
五月十一日夜，嘉義發生地震，縣城西門外土牆出現崩塌數丈，賊兵趁亂入城，僅顧搶掠，百姓乘夜搬運木石、修補土牆傾圯處，持續與賊兵對峙。時嘉義縣城以圍城三個月。五月間，林向榮族弟林向皋（林向日）自廈門原籍招募 500 親兵來臺，清軍軍心大振。約莫同一時期，柳仔林庄黃豬羔、店仔口（今臺南市白河區）吳志高（吳墻）脫離天地會，率萬人自請投降。
林向榮揀選精兵 800 名，命義首林有才、王飛琥為前鋒，另遣署守備龔朝俊、把總寧長泰、外委柯必從、勇首李志揚、李成龍分隊進擊，屯番把總段得壽、屯番外委劉尊賢另率 300 屯勇來會。

### 六月戰事
六月初三，嘉義城被圍日久，義首林聿成率黃知等 34 位義民冒險出城，解運油米，行經好收庄（今嘉義縣民雄鄉），賊軍出沒圍搶，林聿成、黃知等 34 名義民皆力戰身亡。
林向榮軍隊與嚴辨、陳弄等大戰數日，六月初八日，清軍轉戰至嘉義縣城外，敵軍股首王新婦、黃房等被擒，城中仕紳王朝輔、陳熙年亦率勇打開城門，與清軍夾擊敵軍，天地會戴彩龍率軍撤退，嘉義縣城之圍告解。城內舉人陳尚恭積勞成疾，在圍城解危後病逝。

## 後續

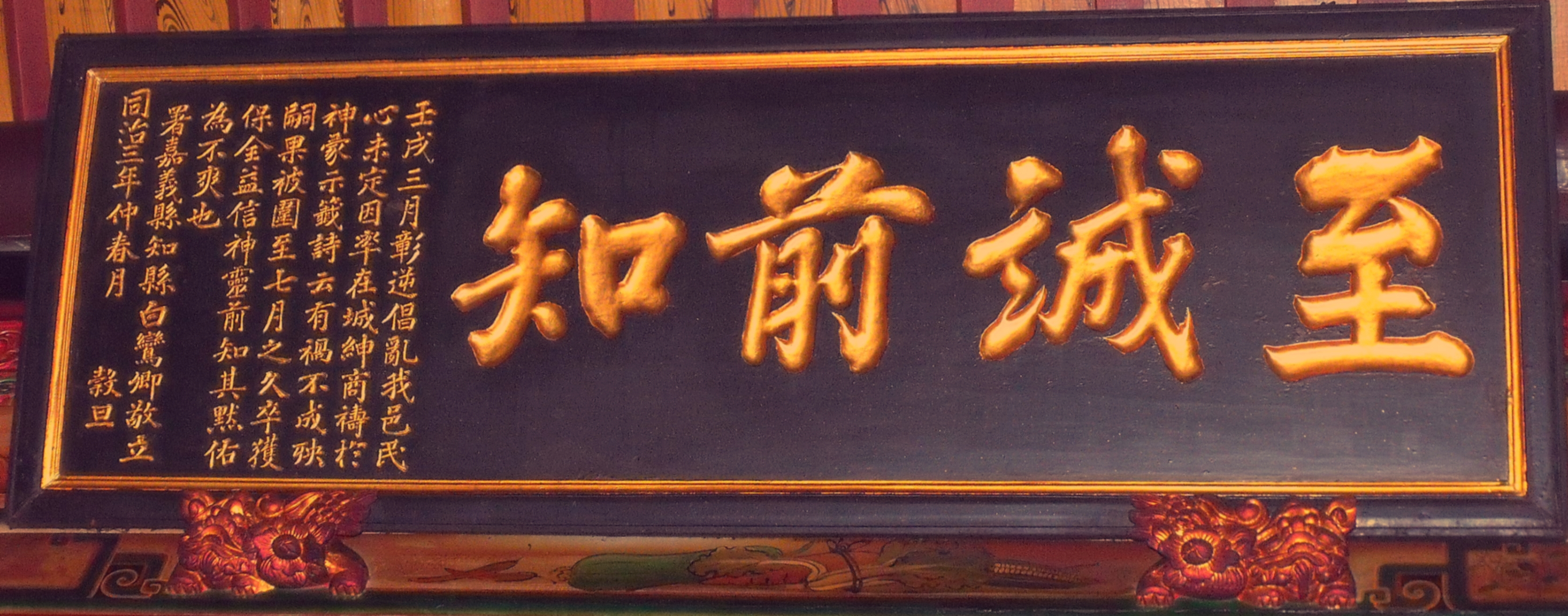
嘉義城隍廟典藏之「至誠前知匾」；為感謝城隍爺安定人心、齊心守城抗敵之故，由同治三年（1864年）時任署嘉義縣知縣白鸞卿敬獻。

林向榮駐軍嘉義縣城內，原欲招撫附近村莊，按部就班進兵，徐徐奪回彰化縣城，但位在臺灣府主事的道臺洪毓琛不許，屢屢催促進兵。林向榮不得已於七月出師，進駐斗六門，彰化、嘉義村莊屢降而復叛，嗣後被四面村莊合圍，糧道斷絕、孤掌難鳴，九月戰死沙場。

## 第二次圍城
嘉義縣城圍解之後，同治元年（1862年）九月間，斗六門被天地會攻佔，戴潮春盤算乘勝追擊，攻打嘉義縣城，柳仔庄黃豬羔亦再度反叛官軍，嘉義縣城二度被圍，此次包圍時間自該年九月，迄於隔年（1863年）二月，署水師提督吳鴻源率軍來援才告終。

## 其他
- 嘉義縣城在圍城期間出現缺糧，幸有殷戶許安邦（許山）出資供給予軍隊，城中編籍貧民，每日亦按配額予以錢米，尚可度日。[1][10]
- 臺灣道洪毓琛在五月間林向榮與紅軍交戰期間，不斷督造軍械、運送糧餉物資至前線。[1]
- 同治元年（1862年）五月十三日，曾玉明率 600 人抵達鹿港，經辦鹿港防務，並透過水路其他部隊聯繫。[10]

## 文學
嘉義文人賴時輝（1819年－1884年）曾做七言律詩一首〈潮春攻城解圍誌感三首之三〉，感懷嘉義守城的往事，收錄於《全臺詩》第伍冊：
|  | 義勇堪嘉錫縣名，目前眾志已成城。 連攻不落惟斯邑，屢困能通賴眾擎。 更有褒忠鄉媲美，儘多賞卹澤榮膺。 重重浩劫疲奔命，譜入新詩老淚橫。 |